# Schefflera lukwangulensis
Schefflera lukwangulensis är en araliaväxtart som först beskrevs av James Robert Tennant, och fick sitt nu gällande namn av Luciano Bernardi. Schefflera lukwangulensis ingår i släktet Schefflera och familjen araliaväxter. IUCN kategoriserar arten globalt som starkt hotad. Inga underarter finns listade.